# Casbia resinacea
Casbia resinacea là một loài bướm đêm trong họ Geometridae.